# VdB 56
vdB 56 est une nébuleuse par réflexion visible dans la constellation du Taureau.
Elle se situe à l'est de la constellation, à environ 30 minutes d'arc dans la direction est-sud-est de l'étoile 126 Tauri, de magnitude 5,04. Elle apparaît comme un très faible filament de gaz allongé est-ouest, dont la couleur, donnée par l'étoile responsable de son illumination, est bleutée. Cette étoile, connue sous l'acronyme HD 38065, est une étoile blanche de classe spectrale A2V. Sa parallaxe a été calculée à 13,3 mas, ce qui permet de déduire une distance d'environ 75 pc (∼245 al).